# فارونگ یوتیثوم
فارونگ یوتیثوم (تایلندی: ฟ้ารุ่ง ยุติธรรม، با نام مستعار کوانگ (تایلندی: กวาง ; متولد ۶ آوریل ۱۹۸۷، در پاثوم تانی، تایلند) بازیگر، مدل و صاحب عنوان مسابقه زیبایی تایلندی است که در مسابقه دوشیزه جهان ۲۰۰۷ شرکت کرد و در ۱۵ نفر برتر قرار گرفت.
یوتیثوم به عنوان دانشجوی سال اول دانشگاه فناوری راجامانگالا تانیابوری، اولین عنوان مسابقه بزرگ خود را در سال ۲۰۰۶ به دست آورد، زمانی که در سال ۲۰۰۶ به عنوان خانم U-League انتخاب شد این مسابقات سالانه برای دانشجویان دختر دانشگاه در تایلند برگزار می‌شود.
در ۲ دسامبر ۲۰۱۸، یوتیثوم با آندریان زهاریف، یک تاجر بلغاری-روسی ازدواج کرد. آنها یک فرزند دارند.